# Vlag van Noordgouwe

Vlag van Noordgouwe
(1938-1961)

De vlag van Noordgouwe werd nimmer officieel vastgesteld als gemeentelijke vlag van de gemeente Noordgouwe in de Nederlandse provincie Zeeland, maar werd wel als zodanig gebruikt. De beschrijving luidt: 
Vier banen van gelijke hoogte van geel, rood, blauw en wit, met in het kanton het gemeentewapen.
Deze vlag was in 1938 een van de defileervlaggen ter gelegenheid van het defilé in Amsterdam, gehouden ter ere van het veertigjarig regeringsjubileum van koningin Wilhelmina.
In 1961 ging Noordgouwe op in de gemeente Brouwershaven, nu onderdeel van gemeente Schouwen-Duiveland. De vlag is daardoor als gemeentevlag komen te vervallen.

## Verwante afbeelding

Het wapen van Noordgouwe

Aardenburg 
· Arnemuiden 
· Axel 
· Baarland 
· Biervliet 
· Biggekerke 
· Borssele 
· Breskens 
· Brouwershaven 
· Bruinisse 
· Burgh 
· Domburg 
· Dreischor 
· Driewegen 
· Duiveland 
· Ellewoutsdijk 
· 's-Gravenpolder 
· Groede 
· Haamstede 
· 's-Heer Abtskerke 
· 's-Heer Arendskerke 
· Hoedekenskerke 
· Hontenisse 
· IJzendijke 
· Kloetinge 
· Kortgene 
· Koudekerke 
· Krabbendijke 
· Kruiningen 
· Mariekerke 
· Meliskerke 
· Middenschouwen 
· Nieuw- en Sint Joosland 
· Nisse 
· Noordgouwe 
· Oostburg 
· Oostkapelle 
· Oud-Vossemeer 
· Oudelande 
· Ovezande 
· Poortvliet 
· Retranchement 
· Rilland-Bath 
· Ritthem 
· Sas van Gent 
· Scherpenisse 
· Schoondijke 
· Sint-Annaland 
· Sint Jansteen 
· Sint-Maartensdijk 
· Sint Philipsland 
· Sluis 
· Sluis-Aardenburg 
· Stavenisse 
· Valkenisse 
· Vogelwaarde 
· Waarde 
· Waterlandkerkje 
· Wemeldinge 
· Westdorpe 
· Westerschouwen 
· Westkapelle 
· Wissenkerke 
· Wolphaartsdijk 
· Zaamslag 
· Zierikzee 
· Zuiddorpe 
· Zuidzande